# Азартні ігри в Шотландії
Азартні ігри в Шотландії — сфера шотландської економіки, що є легальною й контролюється державою, входить до економіки Британії й регулюється Законом про азартні ігри Великої Британії 2005 року.

## Опис
Азартні ігри — це популярне заняття та частина культури Шотландії. Наземні казино розташовано у чотирьох містах: Абердин, Данді, Единбург та Глазго. Найбільше казино в Шотландії — це Alea в Глазго, що вміщує до 1,800 відвідувачів.
Будучи частиною Великої Британії, азартні ігри в Шотландії регулюються Законом про азартні ігри 2005 року. В рамках закону працює Комісія з азартних ігор, яка керує всіма комерційними азартними іграми Британії. Вона контролює ліцензування та дотримання законодавства операторами. Комісія з азартних ігор також захищає права гравців.
Закон про азартні ігри дозволяє майже будь-які ставки у Шотландії. Серед них: бінго, ігри в казино, лотерея, покер та ставки на спорт. Мінімально допустимий вік для участі в іграх складає 18 років.

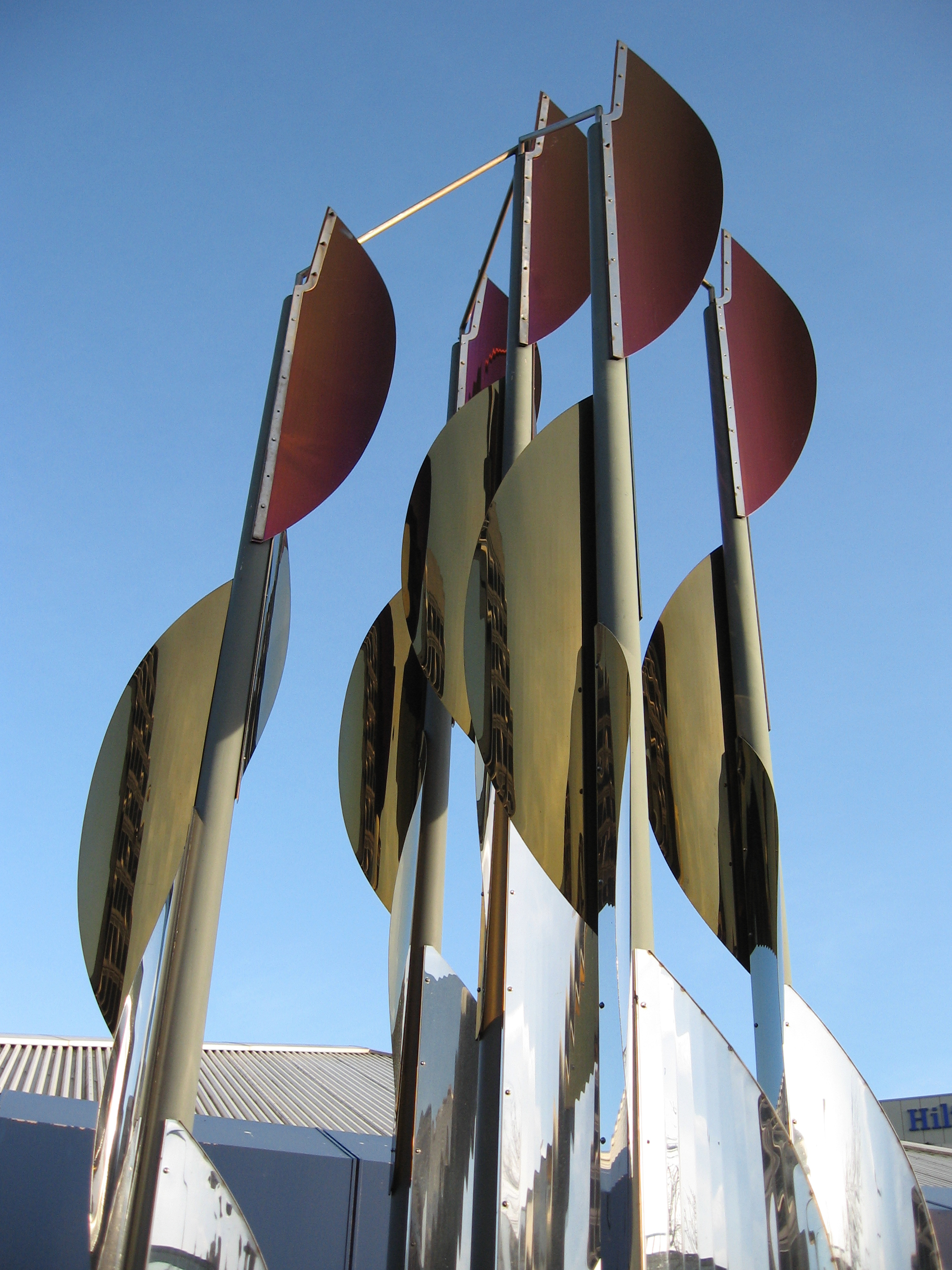
Металева скульптура біля входу до казино Hilton Gala Casino в місті Данді

Ігрові сайти, які рекламуються як британські, можуть базуватися в країнах ЄЕЗ, Олдерні, Антигуа і Барбуді, Гібралтарі, острові Мен та Тасманії. Усі такі сайти повинні відповідати законодавству Великої Британії про азартні ігри. Згідно опитувань 2016 та 2017 року, щонайменше 63 % респондентів грали у казино щонайменше один раз протягом року.
2020 року суттєвого впливу на сферу азартних ігор Шотландії з завдала пандемія коронавірусу. Після часткового закриття всіх розважальних закладів у березні, в жовтні повторно було закрито всі більярди, казино, болулінги й зали для бінго щонайменше до початку листопада.